# Buffalo Bill
Buffalo Bill (født 26. februar 1846, død 10. januar 1917) er kælenavnet på den amerikansk bisonjæger og mesterskytte William Frederick Cody. Han var selv i levende live en legende fra "det vilde vesten".
Han fik buffalo som kælenavn, da han fik til opgave at sørge for madforsyningen til de arbejdere, der byggede jernbaner gennem Midtvesten. Valget faldt på kød fra den amerikanske bison (engelsk: buffalo). Her beviste Cody sine evner som mesterskytte. På amerikansk bliver William til Bill i det daglige, deraf kombinationen Buffalo Bill.
Cody arbejdede som jæger, kurér (Pony Express), kusk på vogntog og diligencer – og nåede også at deltage i den amerikanske borgerkrig i 1860.
I perioden 1868 til 1872 var han ansat af den amerikanske hær som spejder, men forblev civilist. Dog ses han ofte refereret til som oberst (colonel) Cody. I 1872 blev han tildelt æresmedaljen (Medal of Honor) for udvist mod under indianerkrigene.
Buffalo Bill blev verdenskendt på grund af sit stort opsatte Buffalo Bill's Wild West Show. Fra 1883 rejste han rundt i USA og Europa med sit show. Berømtheder som Sitting Bull og Annie Oakley var en del af forestilling, som også blev vist i Europa i 1889.
Han optrådte med sit show på verdensudstillingen i Chicago i 1893, hvor det indbragte ham en million $. For pengene grundlagde han den lille by Cody i Wyoming i 1896, der er opkaldt efter ham. Her findes endnu et Hotel Irma, som han opkaldte efter sin datter. Han brugte en formue på den langt yngre Katherine Clemmons' skuespillerkarriere. Da hans kone ankom Chicago uanmeldt og opdagede, at han og frk Clemmons delte hotelværelse, gik hun amok og raserede værelset og på et tidspunkt anklagede han hende for at prøve at forgifte ham. For pengene byggede han også en fornøjelsespark og en kirkegård i North Platte i Nebraska, og betalte gælden for fem kirker i North Platte. I 1907 tvang de dårlige tider den ældre mand til at lade sig hyre til cirkusforestillinger. Han døde i sin søster May Deckers hjem i Denver, og efterlod sig ikke engang nok til at betale for sin begravelse. Flere end 20.000 var mødt frem til hans åbne kiste, inden han blev sænket i jorden.
Buffalo Bill blev begravet i Lookout Mountain i Colorado med udsigt over de store sletter.
Han optræder også som helt i mange eventyrlige romaner og film. Han var forstående over for indianerne og har bl.a. sagt: "Alle indianeropstande jeg nogensinde har kendt til, skyldtes regeringens brudte løfter og brudte aftaler."